# Древнеримский храм

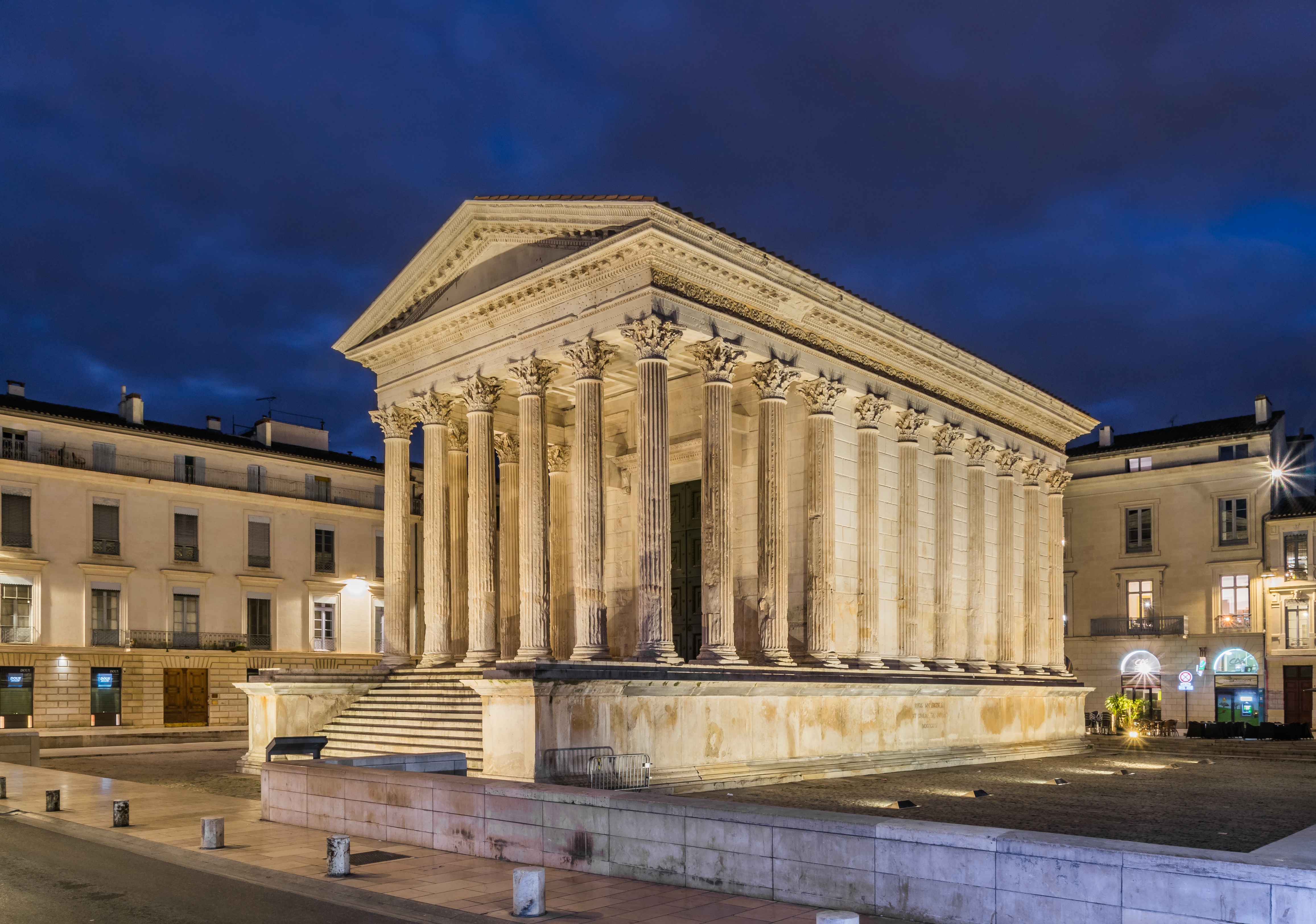
Мезон Карре в Ниме, один из наиболее хорошо сохранившихся римских храмов. Представляет собой провинциальный храм императорского культа времён Октавиана Августа

Древнеримские храмы были одними из наиболее важных зданий в римской культуре и одними из наиболее богато украшенных в римской архитектуре. До наших дней лишь немногие из них сохранились в сколько-нибудь целостном состоянии. Сегодня они остаются «самым очевидным символом римской архитектуры». Их строительство и эксплуатация были основной частью древнеримской религии, и во всех городах любого значения находился хотя бы один главный храм, а также небольшие святилища. В главном помещении (целле) размещалось культовое изображение божества, которому был посвящён храм, и, часто, также небольшой алтарь для благовоний или возлияний. Позади целлы как правило располагалась комната (или комнаты), используемые служителями храма для хранения священных предметов и подношений. Обычный поклоняющийся редко входил в целлу, и большинство публичных церемоний проводилось снаружи, на портике, когда на территории храма собиралась толпа.
Наиболее распространённый архитектурный план храмов представлял из себя прямоугольник, поднятый на высоком подиуме, с чётким фасадом с портиком, располагавшимся сверху от ступеней и с треугольным фронтоном над колоннами. У боковой и задней части здания было намного меньше архитектурного акцента, и обычно не было входов. Также были и круглые планы, как правило, с размещёнными колоннами вокруг, и за пределами Италии встречалось множество промежуточных вариантов, сочетавших в себе черты традиционных местных стилей. Римская форма храма первоначально возникла из формы этрусских храмов, на которых, в свою очередь, повлияла греческая архитектура. Влиянием со стороны Греции испытали затем и собственно римские храмы.
Публичные религиозные церемонии римской религии проходили на открытом воздухе, а не в здании храма. Некоторые церемонии представляли собой шествия, которые начинались, проходили или заканчивались в храме или святилище, где мог храниться или использоваться ритуальный предмет, или где предлагалось пожертвование. Жертвоприношения, в основном животных, происходили на открытом алтаре внутри храма, часто на одном из узких расширений подиума в сторону от ступеней. Экзотические иностранные культы, особенно во времена империи, также получили распространение в Риме. У них часто были очень разные практики, некоторые предпочитали подземные места поклонения, в то время как другие, как ранние христиане, поклонялись в домах.
Некоторые руины многих древнеримских храмов сохранились, прежде всего в самом Риме, но почти все они были преобразованы в христианские церкви (а иногда и в мечети), обычно через значительное время после первоначального триумфа христианства при Константине. Упадок римской религии был относительно медленным, и сами храмы не были закрыты римским правительством до указа императора Гонория в 415 году. Базилика Косьмы и Дамиана на Римском форуме (первоначально ― храм Ромула) стала церковью лишь в 527 году. Самым известным древнеримским храмом является Пантеон в Риме. Тем не менее, он является очень нетипичным храмом, поскольку представляет собой очень большое круглое строение с величественной бетонной крышей, находящейся за обычной передней частью портика.

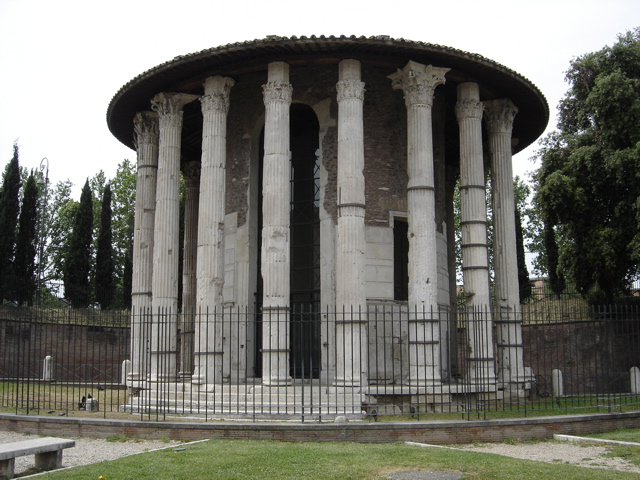
Храм Геркулеса на Бычьем форуме в Риме; антаблемент и крыша были утрачены
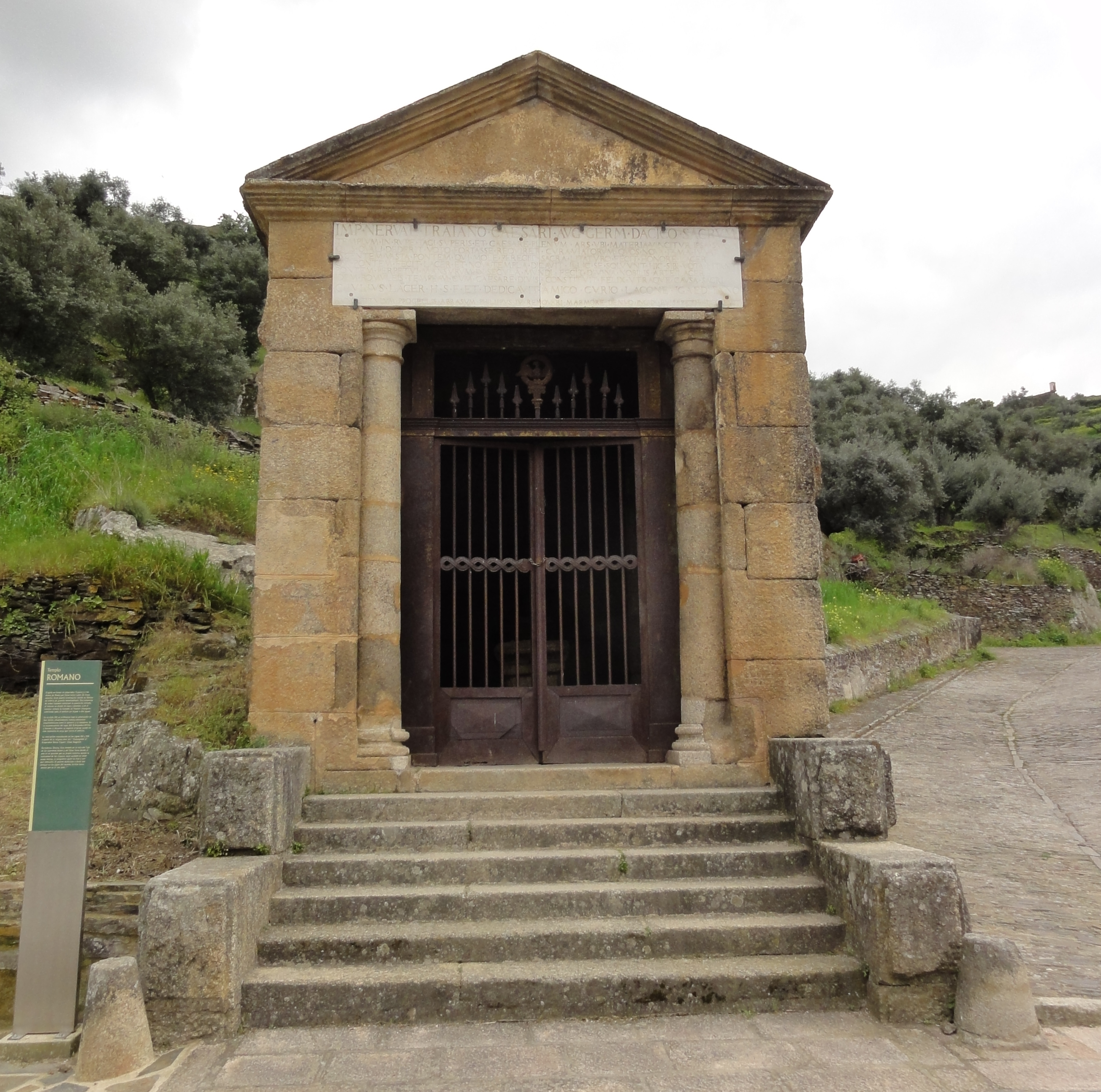
Римский храм Алькантары в Испании. Небольшой по размерам храм, построенный рядом с Алькантарским мостом во время правления Траяна
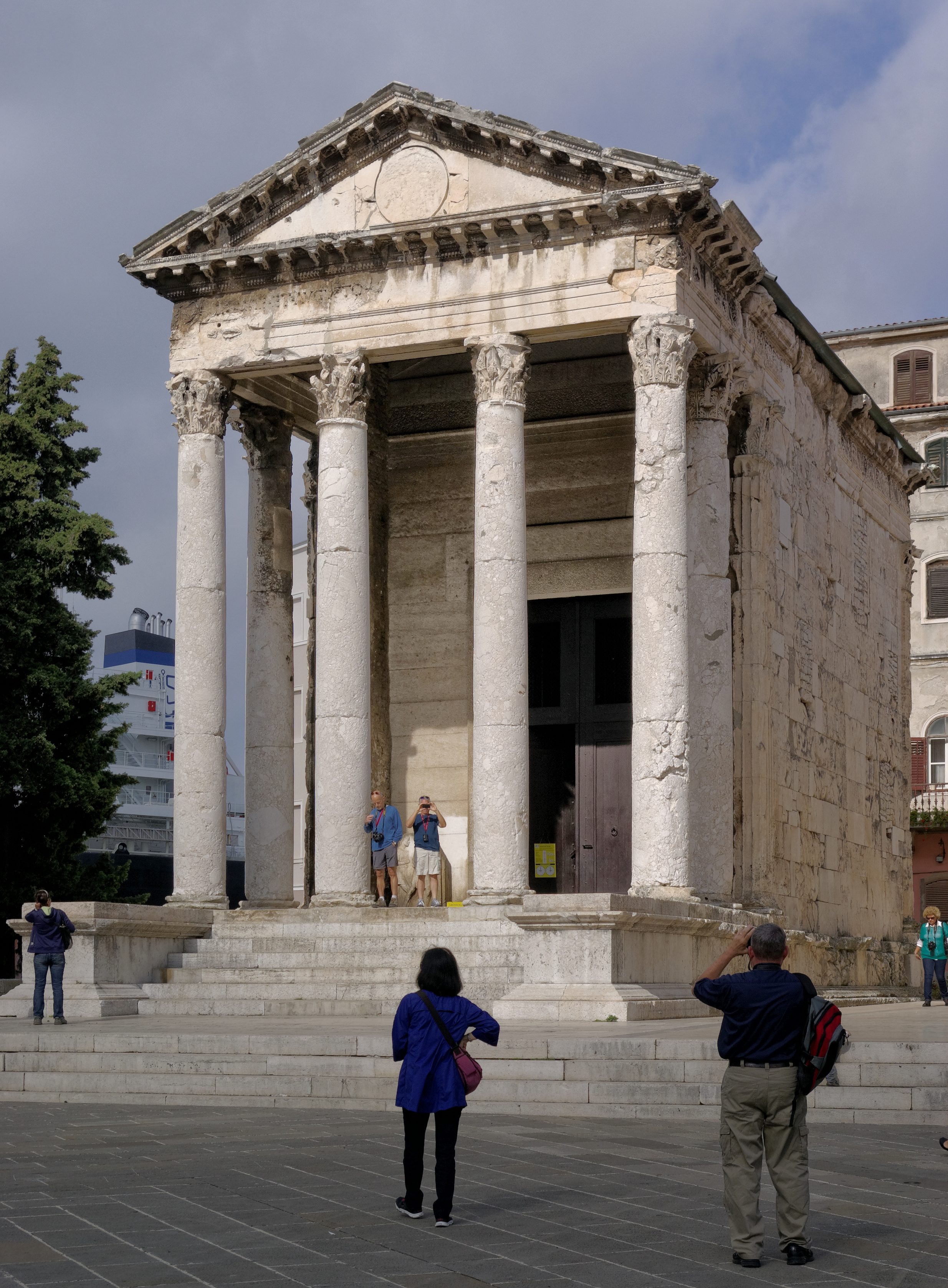
Храм Августа в Пуле, Хорватия, ранний храм императорского культа